# جو وارد (لاعب كرة قدم)
جو وارد (بالإنجليزية: Joe Ward)‏ هو لاعب كرة قدم بريطاني في مركز نصف الجناح، ولد في 22 أغسطس 1995 في تشيلمسفورد في المملكة المتحدة. لعب مع نادي بيتربورو يونايتد.

## وصلات خارجية
- جو وارد (لاعب كرة قدم) على موقع قاعدة بيانات كرة القدم.إي يو (الإنجليزية)
- جو وارد (لاعب كرة قدم) على موقع قاعدة بيانات كرة القدم.إي يو (الإنجليزية)
- جو وارد (لاعب كرة قدم) على موقع Soccerbase.com (لاعب) (الإنجليزية)
- جو وارد (لاعب كرة قدم) على موقع Soccerway.com (الإنجليزية)